# 발파라이소 대학교
발파라이소 대학교(Valparaiso University), 밸퍼레이조 대학교 또는 발포(Valpo)는 미국 인디애나주 밸퍼레이조에 위치한 사립 대학이다. 140헥타르 면적의 캠퍼스에 약 2,700명의 학생 수를 자랑하는 독립적인 루터교 대학이다.